# Bitwa pod Bannockburn
Bitwa pod Bannockburn – starcie zbrojne, które miało miejsce w dniach 23–24 czerwca 1314 roku i było jedną z serii bitew w szkockiej wojnie o niepodległość. Bitwa zakończyła się zwycięstwem Szkotów.

## Historia
Wiosną 1314 roku Szkoci oblegli zamek w Stirling. Dowódca załogi angielskiej, Philip Mowbray, zgodził się na kapitulację, jeśli nie otrzyma wsparcia do końca czerwca. Na wieść o tym król Anglii, Edward II, posłał do Stirling 25-tysięczną armię. Anglicy dotarli 23 czerwca do brodu w Bannockburn, parę mil na południe od Stirling. Tam czekały już na nich szkockie oddziały w sile 9 tysięcy, pod dowództwem króla Roberta I Bruce’a.
Bagnisty teren nie sprzyjał ciężkiej konnicy angielskiej. Z kolei Szkoci wykorzystali znakomicie sprawdzającą się formację bitewną schiltron (szereg zbrojnych w piki mężczyzn idących ramię w ramię, z bronią skierowaną w stronę wroga).
Piechota szkocka już w pierwszym starciu zmusiła do wycofania się 500 angielskich jeźdźców, w kolejnych potyczkach również miała przewagę.
Decydujące starcie miało miejsce w drugim dniu bitwy, kiedy to przekraczający bród Anglicy zostali zdziesiątkowani przez oczekujących w schiltronach Szkotów. Angielska piechota starała się dołączyć do kawalerii. Szkocka kawaleria zmasakrowała łuczników, zanim ci włączyli się do bitwy. Szkotom udało się zepchnąć Anglików w stronę rzeki Forth. Edward II uszedł z pola bitwy i powrócił statkiem do Anglii.
Zwycięstwo sił szkockich wydatnie podniosło morale narodu i choć trzeba było jeszcze kilkunastu lat do pełnego uznania niepodległości Szkocji (układ w Edinburgh-Northampton w 1328), Bannockburn wybitnie się do tego przyczyniło. Potyczka dowiodła, że zwarta piechota poparta dyscypliną jest w stanie zwyciężyć w konfrontacji z ciężką jazdą.